# 155-й окремий батальйон територіальної оборони (Україна)
155-й окремий батальйон територіальної оборони (155 ОБТрО) — формування Сил територіальної оборони України. Дислокується у Сумському районі. Перебуває у складі 117-ї бригади.
У 2022 році воював на Сумщині. В 2024 — на Лиманському напрямку.

## Бойовий шлях
28 червня 2018 року батальйон було створено.
2 березня 2022 бійцями було захоплено 1 ворожу БМП, 1 танк Т-72, 1 броньований гусеничний тягач МТ-ЛБ, 3 БТР-80, 1 САУ 2С1.
17-24 квітня спільнота Цукр та ГФ «Суми» зібрали 1,700,000 гривень на потреби батальйону.
22 липня 2022 року було проведено тренування у Білопільській громаді.
28 листопада 2022 року медичній службі батальйону було передано автомобіль за сприяння депутатки обласної Ради.
На червень 2023 року бійці батальйону захопили 13 російських танків, 11 БМП, 3 БТРи та іншу техніку. Підрозділ брав активну участь у визволенні Сумщини.
Із квітня 2024 року батальйон займав нульову лінію оборони на Лиманському напрямку.
У листопаді 2024 року бійці 155-го батальйону звинуватили командування 107-го батальйону 63-ї окремої механізованої бригади у недбалому ставленні до життів солдат. 21 листопада керівництво 155-го батальйону відсторонили від виконання обов'язків, і проводили службове розслідування щодо керівництва 155-го батальйону, 63-ї бригади та 107-го батальйону.